# Цешинські князі

Герб Цешинського князівства

Цешинські князі (пол. Książęta cieszyńscy) або Тешинські герцоги (нім. Herzöge von Teshen) — володарі і правителі Цешинського князівства (Тешинського герцогства), що виникло у 1280-х роках, внаслідок поділу Опольсько-Ратиборського князівства. Це сілезьке князівство перебувало під владою династії Цешинських П'ястів до 1653 року. Після вигасання правлячої династії воно було Безпосереднім князівством з 1653 до 1722 рік. 
Князівство виникло в 1280-х роках як уділ Опольсько-Ратиборського князівства. Після смерті князя Володислава І, у 1281/1282 роках його спадщину спільно отримали сини князь Мешко І Цешинсько-Освенцимський і Премислав Ратиборський.
Першим правителем самостійного Цешинського князівства був Мешко І з династії Сілезьких П'ястів, що став родоначальником гілки Цешинських П'ястів, які походили від нього. Династія володарів Цешинського князівства вимерла по чоловічій лінії в 1625 році. Після смерті Фридріха Вільгельма князівство перейшло до його сестри Єлизавети-Лукреції, але лише як довічне володіння.

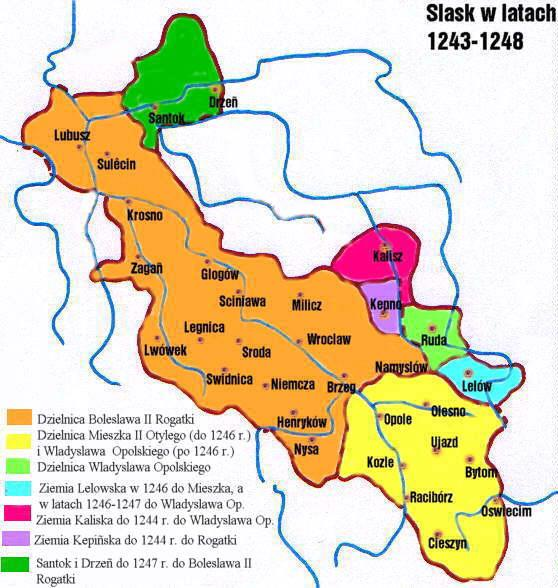
Мапа Опольсько-Ратиборицького князівства

Цешинські князі були васалами Богемської корони з 1327 року. На цій підставі після смерті Єлизавети-Лукреції в 1653 році Цешинське князівство (герцогство) відійшло до короля Богемії Фердинанда III Габсбурга. А той надав князівство як феод своєму синові Фердинанду IV. Новий князь (герцог) Цешинський (Цешинський) помер 1654 року, і відтоді до 1722 року титулярними князями Цешинськими були королі Богемії.
1722 року князівство (герцогство) був наданий як лен Леопольду, князю Лотаринзькому. А після смерті князя Франциска I у 1765 році, його син Йосип II Габсбург, як король Богемії, став також правити і Цешинським князівством (герцогством).

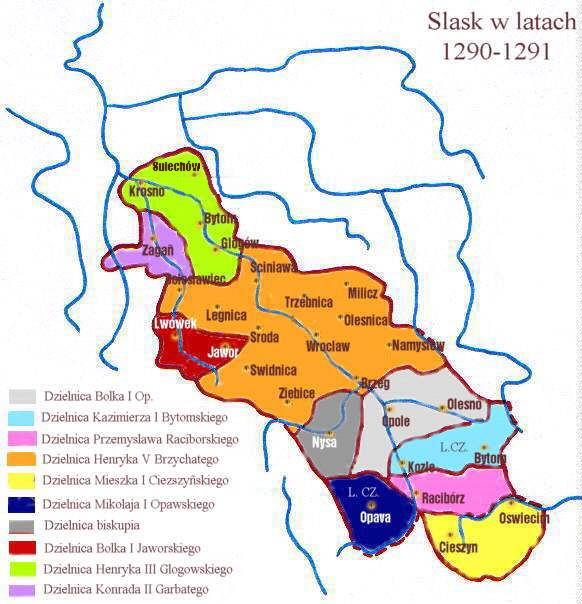
Мапа Цешинського князівства

1766 року Цешинське герцогство було надано сестрі Йосипа II Марії Христині та її чоловікові Альберту Веттину як лен. Альберт помер бездітним у 1822 році, і наступним герцогом Цешинським став його прийомний син Карл Людвік Габсбург, нащадки якого правили Цешинським князівством (герцогством) до 1918 року. Останнім князем Цешина був Фрідріх Габсбург.

## Список князів
Цешинські П'ясти (1280–1653)

- Володислав І Опольсько-Ратиборський
- Премислав Ратиборський, співправитель Цешинського, Освенцимського і Ратиборського князівст (1281/82-1290)
- Мешко І Цешинсько-Освенцимський, співправитель Цешинського, Освенцимського і Ратиборського князівст (1281/82-1290); князь Цешинський і  Освенцимський (1290-1314/15)
- Володислав Освенцимський, співправитель Цешинського і Освенцимського князівства (до 1315); князь Освенцимський (з 1315)
- Казимир I Цешинский, князь Цешинський (1314/1315-1358), князь Битомський і Севезький
- Премислав I Цешинский, князь Цешинський (1358-1410), князь Битомський, Севезький, Глогувський, Стинавський
- Болеслав I Цешинский, князь Цешинський (1410-1431), князь Битомський, Севезький, Глогувський, Стинавський
- Казимир I Освенцимський, титулярний князь Цешинський (1410-1414), князь Освенцимський
- Євфимія Мазовецька, княгиня-регент Цешинського князівства (1431-1442), дружина Болеслава I Цешинского
- Вацлав I Цешинський, князь Цешинський (1431-1474), князь Битомський, Севезький, Глогувський, Стинавський
- Володислав Глогувський, співправитель Цешинського князівства (1431-1442), князь Глогувський і Стинавський (1431-1460)
  - Маргарита фон Циллі, княгиня Глогувська і Жаганська (1460-1476), вдова князя Володислава Глогувського
- Премислав IІ Цешинський, співправитель Цешинського князівства (1431-1442), князь Глогувський і Стинавський (1460-1476), князь Цешинський (1468-1477)
- Болеслав IІ Цешинський, співправитель Цешинського князівства (1431-1442), князь Битомський (1452)
- Казимир II Цешинський, співправитель Цешинського князівства (1460-1477), князь Цешинський (1477-1528), Стинавський (1493-1528), Глогувський (1506-1528), Опавський і Сілезький (1506-1528)
- Вацлав II Цешинський, співправитель Цешинського князівства (1518-1524)
- Вацлав III Адам Цешинський, князь Цешинський (1528-1579)
- Фрідрик Казимір Цешинський, співправитель Цешинського князівства (1560-1571)
- Катерина-Сідонія Сасконська, княгиня-регент Цешинського князівства (1579-1594), дружина Вацлава III Адама, мати князя Адама-Вацлава
- Адам-Вацлав Цешинський, князь Цешинський (1579-1617)
- Карл Габсбург, єпископ Вроцлава, князь Ниський, Великий магістр Тевтонського ордена; регент при малолітньому Фрідріху Вільгельмі (1617-1624)
- Фридріх Вільгельм Цешинський, князь Цешинський (1617-1625)
- Елізабета Лукреція Цешинська, княгиня-регент Цешинського князівства (1625-1653), сестра Фрідріха Вільгельма.

Габсбурги (1653–1722)

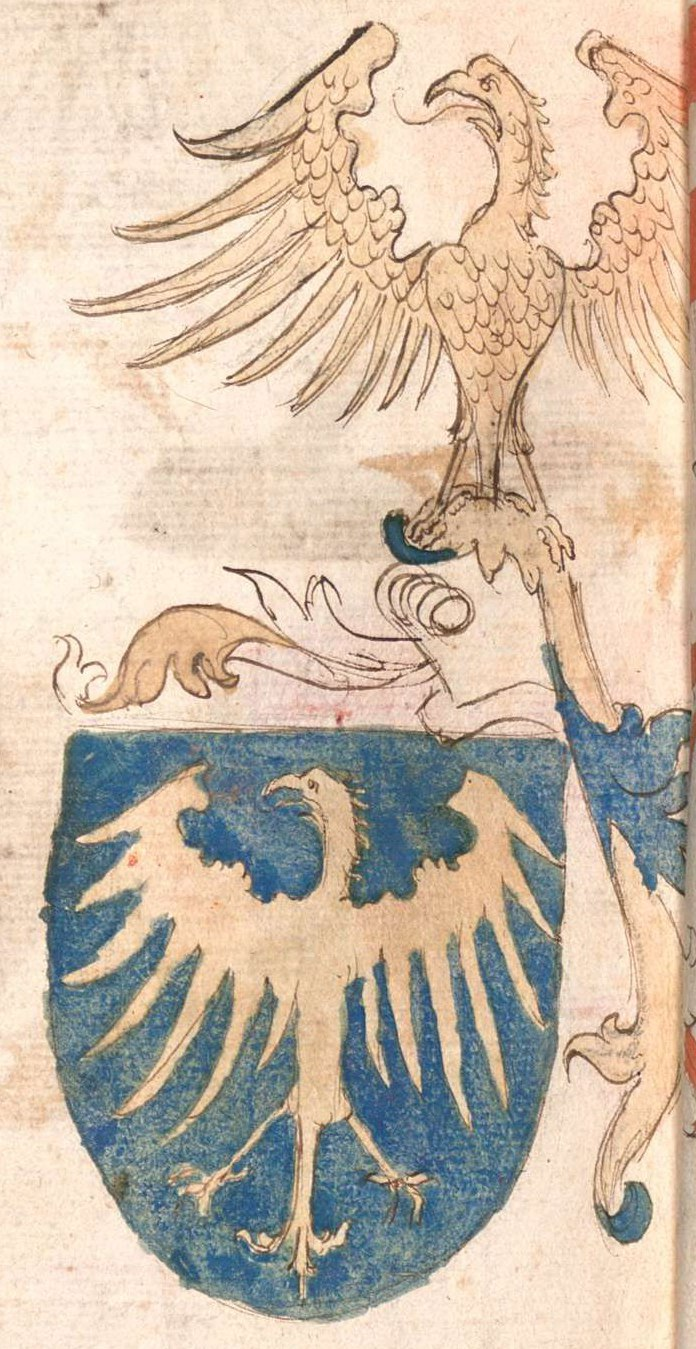
Герб Цешинського князівства, бл. 1500 р.

- Фердинанд IV, герцог Тешинський  (1653-1654), король Богемії
- Фердинанд III, герцог Тешинський (1654-1657), король Богемії, імператор Священної Римської імперії
- Леопольд I, герцог Тешинський (1657-1705), король Богемії, імператор Священної Римської імперії
- Йосип I, герцог Тешинський (1705-1711), король Богемії, імператор Священної Римської імперії
- Карл VI, герцог Тешинський (1711-1722), король Богемії, імператор Священної Римської імперії.

Лотаринзькі (1722–1765)

- Леопольд I, герцог Тешинський (1722-1729), герцог Лотаринзький
- Франц I, герцог Тешинський (1729-1765), герцог Лотаринзький, імператор Священної Римської імперії.

Габсбурги-Лотарингія (1765–1918)

- Йосип II, герцог Тешинський (1765–1766), король Богемії, імператор Священної Римської імперії
- Марія Христина, герцог Тешинський (1766–1798), сестра Йосипа II
- Альберт Казимір Саксен-Цешинський, герцог Тешинський (1766–1822), чоловік і співправитель Марії Христини
- Карл Людовик Габсбург-Лотаринзький, герцог Тешинський (1822–1847)
- Альбрехт Фридріх Габсбург-Лотаринзький, герцог Тешинський (1847–1895)
- Фридріх Альбрехт Габсбург-Лотаринзький, герцог Тешинський (1895–1918).